# Parc nacional de Fiordland
El Parc nacional de Fiordland ocupa l'extrem sud-oest de l'illa del Sud de Nova Zelanda. És el més gran dels 14 parcs nacionals del país, amb una àrea de 12.500 km², i una part essencial del Patrimoni de la Humanitat de Te Wahipounamu. El parc és administrat pel Departament de Conservació.

## Característiques geogràfiques
Durant l'època glacial les glaceres van obrir molts fiords profunds, el més famós (i més visitat) dels quals és Milford Sound; altres fiords notables són Doubtful Sound i Dusky Sound. Des d'un dels cims del Parc nacional de Fiordland es pot observar el Mont Aspiring, a l'extrem nord.
La costa de Fiordland és costeruda i accidentada, amb fiords que baixen des de les valls de les carenes del sud dels Alps del Sud, com les Muntanyes de Kepler i Murchison. A l'extrem nord del parc hi ha uns quants pics de més de 2.000 m d'altitud.
El gel va crear illes en la terra ferma, deixant-ne dues de grans i inhabitades al litoral: les illes Secretary i Resolution. Hi ha diversos llacs grans que són completament o en part dins dels límits del parc, entre els quals destaquen els llacs Te Anau, Manapouri, Monowai, Hauroko, i Poteriteri. Les Cascades Sutherland, al sud-oest de Milford Sound al Milford Track, estan entre les més altes del món.
Predominen els vents de ponent, que duen aire humit del Mar de Tasmània a les muntanyes; en pujar, aquest aire es refreda i produeix una gran quantitat de precipitacions, sobrepassant els set metres anuals en moltes parts del parc. Això manté els exuberants boscos temerats humits de l'ecoregió de Fiordland.